# Fußball-Weltmeisterschaft 1990/Österreich
Dieser Artikel behandelt die österreichische Nationalmannschaft bei der Fußball-Weltmeisterschaft 1990.

## Qualifikation
Österreich spielte in der Qualifikation für die Weltmeisterschaft 1990 in der Europagruppe 3. Gegner waren die Sowjetunion, die Türkei, die DDR und Island. Die beiden Gruppenbesten qualifizierten sich für die WM.
Österreichs Basis für die erfolgreiche WM-Qualifikation war die Heimstärke (3 Siege, 1 Unentschieden; 8:3 Tore), mit der die Auswärtsschwäche (2 Unentschieden, 2 Niederlage; 1:6 Tore) ausgeglichen werden konnte. Vor dem letzten Spieltag stand man lediglich auf Platz 4. Doch durch einen 3:0-Erfolg gegen die DDR in ihrem letzten WM-Qualifikationsspiel und einer gleichzeitigen Niederlage der Türkei in der UdSSR wurde man abschließend Zweiter.
| Sowjetunion | - | Österreich  | 2:0 | Mychajlytschenko 46', Sawarow 68'                    |
| Österreich  | - | Türkei      | 3:2 | Polster 38', Herzog 42' 54' / Uçar 61', Çolak 81'    |
| DDR         | - | Österreich  | 1:1 | Kirsten 86' / Polster 3'                             |
| Island      | - | Österreich  | 0:0 |                                                      |
| Österreich  | - | Island      | 2:1 | Pfeifenberger 47', Zsak 62' / Ragnar Margeirsson 48' |
| Österreich  | - | Sowjetunion | 0:0 |                                                      |
| Türkei      | - | Österreich  | 3:0 | Dilmen 12' 52', Uçar 60'                             |
| Österreich  | - | DDR         | 3:0 | Polster 2' 23' 61'                                   |

## Österreichisches Aufgebot
| Nr.               | Name                | Verein vor WM-Beginn | Geburtstag | Spiele   | Tore     | Gelbe Karte | Rote Karte |
| Torhüter          | Torhüter            | Torhüter             | Torhüter   | Torhüter | Torhüter | Torhüter    | Torhüter   |
| ----------------- | ------------------- | -------------------- | ---------- | -------- | -------- | ----------- | ---------- |
| 1                 | Klaus Lindenberger  | FC Swarovski Tirol   | 28.05.1957 | 3        | 0        | 1           | 0          |
| 21                | Michael Konsel      | SK Rapid Wien        | 06.03.1962 | 0        | 0        | 0           | 0          |
| 22                | Otto Konrad         | SK Sturm Graz        | 01.11.1964 | 0        | 0        | 0           | 0          |
| Abwehrspieler     |                     |                      |            |          |          |             |            |
| 2                 | Ernst Aigner        | FK Austria Wien      | 31.10.1966 | 3        | 0        | 1           | 0          |
| 3                 | Robert Pecl         | SK Rapid Wien        | 15.11.1965 | 3        | 0        | 2           | 0          |
| 4                 | Anton Pfeffer       | FK Austria Wien      | 17.08.1965 | 2        | 0        | 1           | 0          |
| 5                 | Peter Schöttel      | SK Rapid Wien        | 26.03.1967 | 2        | 0        | 0           | 0          |
| 7                 | Kurt Russ           | First Vienna FC      | 23.11.1964 | 2        | 0        | 0           | 0          |
| 12                | Michael Baur        | FC Swarovski Tirol   | 16.04.1969 | 0        | 0        | 0           | 0          |
| 18                | Michael Streiter    | FC Swarovski Tirol   | 19.01.1966 | 3        | 0        | 2           | 0          |
| Mittelfeldspieler |                     |                      |            |          |          |             |            |
| 6                 | Manfred Zsak        | FK Austria Wien      | 22.12.1964 | 3        | 0        | 2           | 0          |
| 8                 | Peter Artner        | FC Admira/Wacker     | 20.05.1966 | 2        | 0        | 0           | 1          |
| 10                | Manfred Linzmaier   | FC Swarovski Tirol   | 27.08.1962 | 1        | 0        | 0           | 0          |
| 11                | Alfred Hörtnagl     | FC Swarovski Tirol   | 24.09.1966 | 2        | 0        | 0           | 0          |
| 15                | Christian Keglevits | SK Rapid Wien        | 29.01.1961 | 0        | 0        | 0           | 0          |
| 16                | Andreas Reisinger   | SK Rapid Wien        | 14.10.1963 | 1        | 0        | 1           | 0          |
| 19                | Gerald Glatzmayer   | First Vienna FC      | 13.12.1968 | 1        | 0        | 0           | 0          |
| 20                | Andreas Herzog      | SK Rapid Wien        | 10.09.1968 | 3        | 0        | 1           | 0          |
| Stürmer           |                     |                      |            |          |          |             |            |
| 9                 | Toni Polster        | FC Sevilla           | 10.03.1964 | 3        | 0        | 0           | 0          |
| 13                | Andreas Ogris       | FK Austria Wien      | 07.10.1964 | 3        | 1        | 0           | 0          |
| 14                | Gerhard Rodax       | FC Admira/Wacker     | 29.08.1965 | 2        | 1        | 0           | 0          |
| 17                | Heimo Pfeifenberger | SK Rapid Wien        | 29.12.1966 | 0        | 0        | 0           | 0          |
| Trainer           |                     |                      |            |          |          |             |            |
|                   | Josef Hickersberger |                      | 27.04.1948 |          |          |             |            |

## Spiele der österreichischen Nationalmannschaft
Vorrunde Gruppe A
Italien – Österreich 1:0 (0:0) 

Rom, 9. Juni 1990
 Italien: Zenga; Baresi; Bergomi, Ferri, Maldini, Donadoni, De Napoli, Giannini, Ancelotti, Vialli, Carnevale
 Österreich: Lindenberger; Aigner, Russ, Pecl, Streiter; Linzmaier, Artner, Schöttel, Herzog; Ogris, Polster
- Tor: 1:0 Schillaci (78.)
- Einwechselungen: De Agostini für Ancelotti, Schillaci für Carnevale; (61.) Zsak für Artner, (77.) Hörtnagl für Linzmaier
- Gelbe Karte: Herzog (6.)
- Schiedsrichter: Wright (Brasilien)
- Zuschauer: 72.303

CSFR – Österreich 1:0 (1:0)

Florenz, 15. Juni 1990
 ČSFR: Stejskal; Kadlec, Kocian, Němeček, Hašek, Moravčík, Chovanec, Kubík, Bílek, Skuhravý, Knoflíček
 Österreich: Lindenberger; Russ, Aigner, Pecl, Pfeffer, Zsak, Schöttel, Herzog, Hörtnagl; Rodax, Polster
- Tor: 1:0 Bílek (29. Minute; Elfmeter)
- Einwechselungen: Bielik für Chovanec, Weiss für Knoflicek; (46.) Streiter für Russ und Ogris für Schöttel
- Gelbe Karte: Moravčík, Kubík; Pecl, Zsak, Pfeffer, Streiter, Aigner
- Schiedsrichter: Smith (Schottland)
- Zuschauer: 39.000

Österreich – USA 2:1 (0:0)
Florenz, 19. Juni 1990
 Österreich: Lindenberger, Pecl, Aigner, Pfeffer; Artner, Zsak, Herzog, Streiter; Ogris, Polster, Rodax
 USA: Meola; Windischmann, Doyle, Armstrong, Banks; Caligiuri, Ramos, Balboa, Harkes; Murray, Vermes
- Tore: 1:0 Ogris (50.), 2:0 Rodax (63.), 2:1 Murray (83.)
- Einwechselungen: (46.) Reisinger für Polster, (85.) Glatzmayer für Rodax
- Gelbe Karte: Zsak (23.), Pecl (32.), Reisinger (39.), Lindenberger (83.), Streiter (90.); Caligiuri (27.), Banks (29.), Murray (42.), Windischmann (59.)
- Rote Karte: (34.) Artner
- Schiedsrichter: Al-Sharif (Syrien)
- Zuschauer: 34.857

Das Spiel wurde von beiden Seiten sehr ruppig geführt. Bereits von Beginn an wurde der Spielfluss durch viele Fouls beider Mannschaften häufig unterbrochen. In der 34. Minute wurde Peter Artner für ein harmloses Foul vom syrischen Schiedsrichter, der seiner Aufgabe während des gesamten Spiels nicht gewachsen schien, ausgeschlossen. Kurz darauf brachte Andi Herzog ein herrliches Solo bis vor das gegnerische Tor; Meola wehrte den Schuss Herzogs jedoch vor der Torlinie ab. Nach einer schönen Kopfballvorlage von Rodax an Ogris sprintete dieser an zwei Gegenspielern vorbei und schoss den Ball in der 50. Minute mit dem rechten Fuß über Meola hinweg ins lange Eck zum 1:0-Führungstor. Nach einem Querpass von Streiter gelang Rodax in der 63. Spielminute das erlösende Tor der bis dahin überlegenen Österreicher. In der letzten Viertelstunde zogen sich die Österreicher jedoch zu weit zurück und ließen den Amerikanern Raum zum Spielen. In der 83. Minute erzielte Murray mit einem Schuss durch die Beine Lindenbergers den Endstand von 2:1.